# Kínai naptár
A kínai naptár egy luniszoláris naptár, mely a holdnaptárra és a szoláris naptárra jellemző tulajdonságokkal is rendelkezik. Ezt az időmérési rendszert először a babilóniaiak vezették be i. e. 2500 körül. Nemcsak Kínában, hanem számos más ázsiai kultúrában is használják. A nyugati kultúrában azért nevezik kínai naptárnak, mert először a kínaiak fejlesztették ki i. e. 500 körül. A legtöbb kelet-ázsiai országban a mindennapi tevékenységekhez ma már a Gergely-naptárt használják, de a hagyományos kelet-ázsiai ünnepek pontos idejének meghatározásához ma is a kínai naptárat használják. Ilyen ünnep például a kínai újév, (春节 vagy tavaszi fesztivál, de nem összetévesztendő a holdújévvel ami számos holdnaptár kezdeti dátuma), a sárkányhajó-fesztivál és az őszközepi fesztivál, az asztrológiában pedig ehhez kötik az esküvők vagy a házavatók időpontját. Mivel minden hónap a hold valamelyik ciklusát követi, használják ezt a holdfázisok megállapításakor is. 
Kínában a hagyományos naptárat gyakran nevezik Xia naptárnak (hagyományos kínaiul 夏曆egyszerűsített kínaiul 夏历 pinjin átírással xiàlì), aminek az az alapja, hogy A történetíró feljegyzéseiben azt lehet olvasni, hogy a Xia-dinasztia ideje alatt az év a téli napfordulót követő második újhold után kezdődik. (Más ókori kínai dinasztiáknál az év a téli napfordulót követő első vagy harmadik újhold után kezdődött) Ismert még "mezőgazdasági naptár" (tradicionális írással 農曆 egyszerűsített írással 农历 pinjin átírással nónglì) néven is, s ettől megkülönböztetve a Gergely-naptárt hagyományos naptárnak (tradicionális írással 公曆 egyszerűsített írással =公历 pinjin átírással gōnglì) nevezik. A kínai naptár egy újabb neve a jin naptár (hagyományos írással 陰曆 egyszerűsített írással 阴历 pinjin átírással yīnlì), amivel a naptár holdas jellegére utalnak, míg a Gergely-naptár a jang naptár (hagyományos írással 陽曆 egyszerűsített írással 阳历 pinjin átírással yánglì), s ezzel a napra történő alapozásra utalnak. A kínai naptárt nevezték még régi naptárnak (hagyományos írással 舊曆 egyszerűsített írással 旧历 pinjin átírással jiùlì), s ezzel akarták megkülönböztetni a később bevezetett például Gergely-naptártól, amit új naptárnak (hagyományos írással 新曆 egyszerűsített írással 新历 pinjin átírással xīnlì) hívnak. Hani Wu császár uralkodásától számítva több mint kétezer éven át az volt a megszokott, hogy az újév a téli napfordulót követő második újholdat követően kezdődik.
A 2009. év a kínai naptárban az ökör éve, amely 2009. január 26-tól 2010. február 14-ig tart A hagyományok szerint naptárt valamilyen formában már öt évezrede használnak. Régészeti maradványok három és fél évezredes használatra találtak jeleket. Úgy gondolják, ha folyamatosan számoznák az éveket, most korszaktól függően 4705, 4706 vagy 4645 lenne.

## Története

### Korai története
A kínai naptár legrégebbi nyomait az i. e. 2. évezredben uralkodó Shang-dinasztia idejéből fennmaradt jóscsontokon találták meg. Úgy tűnik, ez egy tizenkét hónapból álló luniszoláris évet mutat meg, de néha egy tizenharmadik, esetleg tizennegyedik hónapot is beiktattak, hogy megelőzzék a naptár elcsúszását. A napok feljegyzéséhez már ekkor is használták a hatvanas rendszert. A hagyományok szerint ebben az időben az év a téli napfordulót követő első újhold után kezdődik.
A tavaszi és őszi évkönyvekhez hasonló, a Zu-dinasztia idején készült feljegyzésekből jobban meg lehet ismerni az akkor használt naptárt. Egy év ekkor tizenkét hónapból állt, mely felváltva 29 és 30 napos volt (amihez időnként hozzáadtak még egy napot, hogy áthidalják a holdfázisok és a naptár közti eltérést). Az évek végén kiegyenlítésül szerepelhetett esetleg szökőhónap is.
Egy idő után ezek a saját elhatározás alapján hozzáadott további napok vagy hónapok a különböző államok között jelentős eltérést tudtak okozni. Emiatt fordul elő, hogy az évkönyvekhez hasonlóan több más kiadvány is feltünteti, hogy az általa alkalmazott naptár összhangban van az uralkodói naptárral.
Habár a hagyomány úgy tartja, hogy a Zhou-naptárban az év a téli napfordulót megelőző újholddal kezdődik, a tavaszi és őszi évkönyvek azt mutatják, hogy a Jin-naptár (amit a Shang-dinasztia használt és amiben az év a téli napfordulót követő első újholdkor kezdődik) használatban volt a Kr. e. VII. sz. közepéig és az év kezdete egy hónappal visszatolódott kb. i. e. 650 körül.
A Hadakozó fejedelemségek korának kezdetével az asztronómia és matematika fejlődése lehetővé tette a kiszámított naptárak készítését (amibe szabályok szerint iktatnak be hónapokat, napokat és nem önkényesen). A Kr. e. 484-ben kezdődő sìfēn 四分 (maradék negyed) naptár volt az első kiszámolt kínai naptár. Neve onnan ered, hogy szoláris évet használt, ami 365 {\displaystyle {\frac {1}{4}}} napból állt (hasonlóan a Kr. e. 1. századi római Julianus-naptárhoz) és egy 19 éves (235 hónapos) periódust, amit nyugaton Metón-ciklusként ismernek.
Kr. e. 256-ban, mikor az utolsó Zhou király átadta területeit Csinnek, egy új naptárt (a csin-naptárt) kezdték használni. Ez megtartotta a Sifen-naptár alapelveit, kivéve, hogy az év egy hónappal korábban kezdődött (a téli napéjegyenlőség előtti második újhold, ami most az év második hónapjára esik). A csin-naptárt a csin-dinasztia alatt használták és a nyugati Han-dinasztia kezdetén.

### Taichu-naptár
Wu császár a nyugati Han-dinasztiából i. e. 104-ben reformokat vezetett be amik a mai napig irányítják a naptárt. Az ő Taichu- 太初 (Nagy Kezdés) naptára szerint az év 365 {\displaystyle {\frac {385}{1539}}} nap és a holdhónap 29 {\displaystyle {\frac {43}{81}}} nap.

### Nap és Hold
A jezsuiták által megjelent a nyugati Gergely-naptár Kínában és így a Nap és a Hold mozgását is bekalkulálták a Csing-dinasztia 1645-ös Shíxián-naptárába (時憲書, Az idő összhangjának könyve), amit a jezsuita Adam Schall készített.

### A Gergely-naptár reform
A Gergely-naptárt a születő Kínai Köztársaság 1912. január 1-jétől kezdte el használni a hivatalos ügyekben, de a lakosság még a hagyományos naptárt használta. A Gergely-naptár helyzete 1916 és 1921 között tisztázatlan volt, mikor Kínát egymással versengő hadurak irányították, akiket külföldi gyarmati erők támogattak. 1921-től 1928-ig a hadurak folytatták a harcokat Észak-Kínában, de a déli részeket a Kuomintang, a nemzeti kormány irányította és a Gergely-naptárt használta. Miután a Kuomintang újraalkotta a Kínai Köztársaságot, 1921. január 1-jétől a Gergely-naptár újra hivatalos lett.

## A naptár szabályai
A következő szabályok Kr. e. 104-től irányítják a kínai naptárt:
1. A hónapok holdhónapok. Ez azt jelenti, hogy minden hónap első napja az asztronómiai újhold éjjelén kezdődik (mindamellett, hogy a kínai naptárban a  „nap” éjjel 11-kor kezdődik és nem éjfélkor).
2. Minden év 12 hónapból áll, amelyek sorrend szerint vannak számozva (1-től 12-ig), és alternatív nevük is van. Minden második vagy harmadik évnek van egy beiktatott hónapja (hagyományos kínai írással 閏月, egyszerűsített kínai írással 闰月 pinjin átírással rùnyuè), ami bármelyik szabályos hónap után következhet. Ugyanaz a száma, mint az előző hónapnak, de közbeiktatottként van jelölve.
3. A kínai napév minden jiéqì-je azonos azzal, amikor a nap belép egy trópusi állatövi jegybe.
4. A Nap mindig a 11. hónap alatt lép be a téli napfordulóba (a Bakba).
Az állatövi jegy, amibe a Nap belép és a belépési pont ekliptikai hosszúsága határozza meg a szabályos hónap sorszámát. Az 1. hónap (正月 zhēngyuè) szó szerint legelső hónapot jelent. Az összes többi hónap ez után van számozva: első hónap, második hónap stb.
| #  | Kínai név        | Hossz. | Zodiákus |
| -- | ---------------- | ------ | -------- |
| 1  | 正月 zhēngyuè    | 330°   | Halak    |
| 2  | 二月 èryuè       | 0°     | Kos      |
| 3  | 三月 sānyuè      | 30°    | Bika     |
| 4  | 四月 sìyuè       | 60°    | Ikrek    |
| 5  | 五月 wǔyuè       | 90°    | Rák      |
| 6  | 六月 liùyuè      | 120°   | Oroszlán |
| 7  | 七月 qīyuè       | 150°   | Szűz     |
| 8  | 八月 bāyuè       | 180°   | Mérleg   |
| 9  | 九月 jiǔyuè      | 210°   | Skorpió  |
| 10 | 十月 shíyuè      | 240°   | Nyilas   |
| 11 | 十一月 shíyīyuè  | 270°   | Bak      |
| 12 | 十二月 shí'èryuè | 300°   | Vízöntő  |

## Fordítás
- Ez a szócikk részben vagy egészben  a   Chinese calendar című angol Wikipédia-szócikk fordításán alapul.  Az eredeti cikk szerkesztőit annak laptörténete sorolja fel. Ez a jelzés csupán a megfogalmazás eredetét és a szerzői jogokat jelzi, nem szolgál a cikkben szereplő információk forrásmegjelöléseként.